# Candalidini
Candalidini é uma tribo de borboletas licaenídeas butterflies da subfamília Polyommatinae.

## Géneros
- Candalides Hübner, [1819]
- Nesolycaena Waterhouse & Turner, 1905
- Zetona Waterhouse, 1938